# Сајлер Сити (Северна Каролина)
Сајлер Сити (енгл. Siler City) град је у америчкој савезној држави Северна Каролина.

## Демографија
По попису из 2010. године број становника је 7.887, што је 921 (13,2%) становника више него 2000. године.
| Група             | 2000.         | 2010.         |
| Белци             | 2.774 (39,8%) | 2.305 (29,2%) |
| Афроамериканци    | 1.370 (19,7%) | 1.508 (19,1%) |
| Азијати           | 41 (0,6%)     | 34 (0,4%)     |
| Хиспаноамериканци | 2.740 (39,3%) | 3.925 (49,8%) |
| Укупно            | 6.966         | 7.887         |